# 나탈레스
나탈레스(스페인어: Natales)는 칠레 마가야네스 이 안타르티카칠레나 주 울티마에스페란사 현의 코무나이다.